# 莫先卡河
莫先卡河（羅馬化：Moshchanka）是烏克蘭西部的河流，屬於拉塔河的右支流。該河發源自沃羅布利亞欽和塞雷德凱維奇之間，流經利維夫州的亞沃里夫區和利維夫區，河道全長36公里，流域面積190平方公里。